# 5763 Williamtobin
5763 Williamtobin eller 1982 MA är en asteroid i huvudbältet som upptäcktes den 23 juni 1982 av det nyzeeländska astronomparet Pamela M. Kilmartin och Alan C. Gilmore vid Mount John University Observatory. Den är uppkallad efter William John Tobin.